# Sitar (oblačilo)
Sitar je muslimansko žensko pokrivalo, tančica, ki povsem zakriva pogled, oči in obraz nosilke. Sitar je značilen predvsem za Savdijke.